# Baumgarten (Familienname)
Baumgarten oder von Baumgarten ist ein Familienname. Eine Nebenform ist Baumgart. Die latinisierte Form ist Pomarius.

## Herkunft und Bedeutung
Der Familienname Baumgarten geht auf das mittelhochdeutsche Wort boumgarte (mit Fruchtbäumen bestandenes Landstück) zurück.

## Namensträger

### A
- Achim Baumgarten (* 1956), deutscher Historiker, Politiker und Archivar
- Adolf Baumgarten (1915–1942), deutscher Boxer
- Alan Baumgarten (* 1957), US-amerikanischer Filmeditor
- Albert I. Baumgarten (* 1942), israelischer Historiker und Judaist
- Alexander von Baumgarten (1815–1883), deutschbaltisch-russischer General
- Alexander Baumgarten (Jurist) (1868–1933), deutscher Jurist und Richter
- Alexander Gottlieb Baumgarten (1714–1762), deutscher Philosoph
- Alfred Baumgarten (Chemiker) (1842–1919), deutsch-kanadischer Chemiker und Unternehmer
- Alfred Baumgarten (Mediziner) (1862–1924), deutscher Mediziner
- Alfred Baumgarten (Eisenbahner) (1875–1951), deutscher Bauingenieur und Eisenbahnbeamter
- Ali Kurt Baumgarten (1914–2009), deutscher Maler
- Almut Baumgarten (* 1969), deutsche Schriftstellerin
- Anton Baumgarten (1820–1887), österreichischer Architekt
- Armin Baumgarten (* 1967), deutscher Maler und Bildhauer
- Arthur Baumgarten (1884–1966), deutscher Rechtsphilosoph und Jurist
- Artur Baumgarten-Crusius (1858–1932), sächsischer Generalmajor und Militärschriftsteller

### B
- Bodo Baumgarten (1940–2022), deutscher Maler und Grafiker

### C
- Carl Müller-Baumgarten (1879–1964), deutscher Landschaftsmaler und Graphiker

### E
- Eduard Baumgarten (1898–1982), deutscher Philosoph und Soziologe
- Emanuel Mendel Baumgarten (1828–1908), österreichisch-ungarischer Schriftsteller, Journalist, Hebraist und Kommunalpolitiker
- Erich Baumgarten (1905–?), deutscher Politiker (NDPD)
- Ernst Baumgarten (1872–1954), deutscher Lehrer und Heimatforscher
- Eugen von Baumgarten (1865–1919), deutscher Maler und Karikaturist in Bayern

### F
- Franz Ferdinand Baumgarten (1880–1927), ungarischer Schriftsteller
- Franziska Baumgarten-Tramer (1883–1970), Schweizer Arbeitspsychologin
- Friedrich Ernst Baumgarten (1810–1869), deutscher Chirurg, Gründer des ersten deutschen Chirurgenvereins
- Fritz Baumgarten (Kunsthistoriker) (1856–1913), deutscher Kunsthistoriker und Archäologe
- Fritz Baumgarten (Illustrator) (1883–1966), deutscher Illustrator
- Fritz Baumgarten (Fußballspieler) (1886–1961), deutscher Fußballspieler

### G
- Georg Baumgarten (Luftschiffpionier) (1837–1884), deutscher Forstmann und  Luftschiffkonstrukteur
- Georg Baumgarten (Maler) (1894–1945), deutscher Maler und Schriftsteller
- Gottlob August Baumgarten-Crusius (1752–1816), deutscher Theologe
- Günther Baumgarten (1906–1989), deutscher Apotheker und Chemiker

### H
- Hanneken von Baumgarten († 1375), Condottiere und Söldnerführer
- Hans Baumgarten (Widerstandskämpfer) (1892–1979), deutscher Widerstandskämpfer und Nachrichtendienstmitarbeiter
- Hans Baumgarten (Journalist) (1900–1968), deutscher Journalist
- Heinrich Ludwig Baumgarten (?–2012), deutscher Ingenieur (Papiertechnik) und Hochschullehrer
- Helga Baumgarten (* 1947), deutsche Politologin
- Helmut Baumgarten (* 1937), deutscher Wissenschaftler
- Hermann Baumgarten (1825–1893), deutscher Historiker und Theologe
- Hinnerk Baumgarten (* 1968), deutscher Radio- und Fernsehmoderator

### J
- Joachim Baumgarten (1945–2003), deutscher Wirtschaftswissenschaftler und Hochschullehrer
- Johann Baumgarten (1765–1843), deutscher Arzt und Botaniker
- Johann Christoph Friedrich Baumgarten (1773–1847), Autor pädagogischer Schriften in Magdeburg
- Johann Joseph von Baumgarten (1713–1772), bayerischer Adeliger, Diplomat und Präsident der Bayerischen Akademie der Wissenschaften
- Joseph Gotthard Baumgarten (1737–1816), sächsischer Hofkaplan zu Dresden und Numismatiker

### K
- Karl Baumgarten (1910–1989), deutscher Pädagoge, Kantor und Heimatforscher
- Karl Wilhelm Baumgarten-Crusius (1786–1845), deutscher Pädagoge und Philologe
- Katja Baumgarten (* 1959), deutsche Hebamme, Filmemacherin und Künstlerin
- Kerstin Baumgarten, deutsche Sportwissenschaftlerin, Hochschullehrerin
- Klaus-Dieter Baumgarten (1931–2008), Chef der Grenztruppen der DDR
- Konrad Baumgarten (Figur) (Conrad von Baumgarten), Schweizer Legendenfigur
- Konrad Baumgarten (Drucker) (um 1470–nach 1510), deutscher Buchdrucker

### L
- Leon Baumgarten (1902–1971), polnischer sozialistischer Aktivist, Historiker
- Liselott Baumgarten (1906–1981), deutsche Schauspielerin
- Lothar Baumgarten (1944–2018), deutscher Künstler
- Ludwig Friedrich Otto Baumgarten-Crusius (1788–1843), deutscher Theologe

### M
- Maik Baumgarten (* 1993), deutscher Fußballspieler
- Margarete Baumgarten (1909–1986), deutsche Kommunistin und Widerstandskämpferin gegen den Nationalsozialismus, siehe Grete Hoell
- Maximilian von Baumgarten (1820–1898), Kuk Feldmarschallleutnant[2][3]
- Michael Baumgarten (1812–1889), deutscher Theologe
- Moritz Baumgarten (* vor 1815; † nach 1865), deutscher Orgelbauer

### N
- Nina Baumgarten (1918–2009), niederländische Kurierin und Englandfahrerin während des Zweiten Weltkrieges
- Norbert Baumgarten (* 1973), deutscher Regisseur und Drehbuchautor

### O
- Oskar Baumgarten (Agrarwissenschaftler) (1907–2008), deutscher Agronom
- Oskar Baumgarten (Politiker) (1908–1990), deutscher Politiker (CDU)
- Otto Baumgarten (1858–1934), deutscher protestantischer Theologe

### P
- Paul Baumgarten (Architekt, 1873) (Paul Otto August Baumgarten; 1873–1946), deutscher Architekt
- Paul Baumgarten (Architekt, 1900) (Paul Gotthilf Reinhold Baumgarten; 1900–1984), deutscher Architekt
- Paul Clemens von Baumgarten (1848–1928), deutscher Pathologe, Anatom und Bakteriologe
- Paul Maria Baumgarten (1860–1948), deutscher Priester und Historiker
- Peter Baumgarten (* vor 1968), kanadischer Fotograf
- Peter Christoph Gotthilf von Baumgarten (1741–1803), preußischer Offizier und Landrat
- Philip Baumgarten (* 1986), deutscher Schauspieler
- Philipp Oliver Baumgarten (* 1988), deutscher Schauspieler

### R
- Rudolf von Baumgarten (1922–2017), deutscher Physiologe und Hochschullehrer

### S
- Samuel Baumgarten (1624–1683), deutscher lutherischer Theologe, siehe Samuel Pomarius
- Sebastian Baumgarten (* 1969), deutscher Regisseur
- Siegmund Jakob Baumgarten (1706–1757), deutscher Theologe
- Sigrid von Baumgarten (1929–2019), deutsche Grafikerin
- Simon Baumgarten (* 1985), deutscher Handballspieler

### U
- Uta Falter-Baumgarten (1924–2022), deutsche Bildhauerin und Keramikerin

### W
- Walter Baumgarten (1888–1975), deutscher Bauingenieur und Fachschulrektor
- Wilhelm Baumgarten (Politiker, 1828) (1828–1903), deutscher Jurist und Politiker (DFP), MdR
- Wilhelm Baumgarten (Architekt) (1885–1959), österreichisch-amerikanischer Architekt
- Wilhelm Baumgarten (Politiker, 1913) (1913–1996), deutscher Politiker (SPD)

### Y
- Yves Baumgarten (* 1964), französischer Geistlicher, römisch-katholischer Bischof von Le Puy-en-Velay

## Fiktive Personen
- Konrad Baumgarten (Figur), Figur des schweizerischen Befreiungsmythos und in Schillers Wilhelm Tell